# Barbus wellmani
Barbus wellmani är en fiskart som beskrevs av Boulenger, 1911. Barbus wellmani ingår i släktet Barbus och familjen karpfiskar. IUCN kategoriserar arten globalt som otillräckligt studerad. Inga underarter finns listade.